# Jock River
Jock River är ett vattendrag i Kanada.   Det ligger i provinsen Ontario, i den sydöstra delen av landet, 16 km söder om huvudstaden Ottawa.
Omgivningarna runt Jock River är en mosaik av jordbruksmark och naturlig växtlighet. Runt Jock River är det ganska tätbefolkat, med 83 invånare per kvadratkilometer.